# Chersotis ocellina
Chersotis ocellina, gelegentlich auch als Schwarzgraue Alpen-Erdeule bezeichnet, ist ein Schmetterling (Nachtfalter) aus der Familie der Eulenfalter (Noctuidae).

## Merkmale

### Falter
Die Flügelspannweite der Falter beträgt etwa 25 bis 28 Millimeter. Die Vorderflügel haben eine dunkelbraune bis schwarzgraue Grundfärbung. Das viereckige Feld zwischen Ring- und Nierenmakel ist tief schwarz, wie auch einige kleine Flecke am Costalrand. Ring- und Nierenmakel sind gelbbraun und heben sich deutlich ab. Die Nierenmakel ist in Richtung Ringmakel in Form eines liegenden L verlängert. Das innere Feld der Zapfenmakel hat eine dunkelbraune Färbung und eine gelbbraune Umrandung. Das Mittelfeld ist dunkelbraun getönt, wird von einigen hellen Adern durchschnitten und von ebenfalls hellen Querlinien begrenzt. Die Wellenlinie ist gezackt, das schmale äußerste Saumfeld etwas aufgehellt. Körper und Hinterflügel sind einfarbig dunkelbraun.

### Ei, Raupe, Puppe
Das Ei ist gelbweiß, kugelig, an der Basis etwas abgeflacht und besitzt feine Rippen. Die Raupe ist dunkel erdbraun gefärbt, hat eine helle Rückenlinie, die auf jedem Segment rautenförmig erweitert ist sowie zwei Nebenrückenlinien, die nach oben braun begrenzt sind. Die schlanke, hellbraune Puppe hat zwei sehr kurze, hakenförmige Dornen am Kremaster.

### Ähnliche Arten
Ähnliche Arten sind:
- Chersotis alpestris (Boisduval, 1837), etwas größer, breitflügeliger und heller gefärbt.
- Chersotis transiens (Staudinger, 1897), zuerst als Varietät von Agrotis ocellina aufgestellt, wurde sie 1954 von Charles Boursin als eigenständige Art erkannt. Die Färbung von Vorderflügeln und Thorax ist dunkel rotbraun. Sie ist hauptsächlich im russisch-asiatischen Raum beheimatet, sie kommt nicht zusammen mit Chersotis ocellina vor und kann daher anhand des Fundortes sicher unterschieden werden.
- Chersotis oreina Dufay, 1984, kommt teilweise im gleichen Lebensraum wie Chersotis ocellina vor. Sie besitzt eine dunkelbraune Grundfärbung der Vorderflügel mit sehr markanten Zeichnungen.

Eine sichere Unterscheidung aller vorgenannten Arten kann nur durch Spezialisten oder durch eine Genitaluntersuchung erfolgen.

## Geographische Verbreitung und Lebensraum
Chersotis ocellina kommt in Europa in bergigen oder gebirgigen Gebieten vor, speziell in den Alpen in Höhen zwischen 1500 und 2500 Metern sowie im Apennin, den Pyrenäen und den kantabrischen Gebirgen. Für die Population in den Pyrenäen hat Rezbanyai-Reser 1999 die Unterart Chersotis ocellina pyrenaellina aufgestellt. Ältere Angaben über Funde in Baden-Württemberg erwiesen sich im Nachhinein als Fehlbestimmungen oder konnten nicht durch Belegexemplare bestätigt werden. Vor kurzem wurde die Art aber aus Daghestan (Russland) gemeldet. Dies würde das Verbreitungsgebiet sehr weit nach Osten ausdehnen beziehungsweise wäre vom heutigen Verbreitungsgebiet völlig isoliert. Eine Bestätigung liegt noch nicht vor; es könnte sich auch um ein Vorkommen von Chersotis transiens handeln, dessen Verbreitungsgebiet sich zumindest bis in den Südural erstreckt, also räumlich viel näher liegt. Fibiger erwähnt auch einen älteren Nachweis von Chersotis alpestris aus dem südöstlichen Teil des europäischen Russland, bei dem es sich wohl um Chersotis transiens handelt.
Die Art ist hauptsächlich in offenen, felsigen Regionen und auf Almwiesen anzutreffen.

## Lebensweise
Chersotis ocellina ist univoltin, das heißt, es wird nur eine Generation pro Jahr gebildet. Die Falter fliegen im Juli und August. Sie sind überwiegend tagaktiv, fliegen bevorzugt im Sonnenschein und besuchen gerne Blüten verschiedener Pflanzen. Sie kommen aber auch zahlreich an künstliche Lichtquellen und an den Köder. Die Raupen fressen an niederen krautigen Pflanzen. Die Raupen überwintern auch.

## Gefährdung
Die Art kommt in Deutschland nur in Bayern gesichert vor, dort ist sie gebietsweise zahlreich und wird auf der Roten Liste gefährdeter Arten für dieses Bundesland nicht als gefährdet eingestuft.